# Associació La Salle
L'Associació La Salle de Tarragona, que fins fa pocs anys se la coneixia per Associació d'Antics Alumnes del Col·legi La Salle, aglutina a alumnes, antics alumnes i simpatitzants d'aquest centre docent. Organitzen, juntament amb la Congregació del Descendiment i la Il·lustre Confraria de Sant Magí Màrtir, de Barcelona, el Viacrucis de Dilluns Sant que surt de l'ermita de Sant Magí del Portal del Carro.